# КБ-5 Чучулига III
КБ-5 „Чучулига ІІІ“ е български лек многоцелеви самолет, разработен и произвеждан в Самолетна фабрика „Капрони Български“ – Казанлък. Създаден е чрез радикална модернизация на предходния модел КБ-4 „Чучулига ІІ“ и е крайният етап от развитието на модернизационната линия, започнала от базовия КБ-2УТ.

## Създаване
Самолетът е разработен на базата на КБ-4, като за първи път е променена крилната схема, останала еднаква при предходните модели – за разлика от тях при КБ-5 разпереността на долното крило е намалена. Прототипът лети с двигател Walther Castor ІІ (като този на КБ-4), но не показва очакваните резултати, в резултат на което двигателят е сменен с италианския Piaggio RVII C1. С този двигател характеристиките на самолета удовлетворяват военните и е взето решение за производството на серия от 45 машини.
Въпреки това серийните самолети са твърде различни от прототипа. На тях са поставени двигатели Walter Pollux II (338 kW/450 hp), разпереността и на горното крило е намалена, колесникът е значително променен, вместимостта на горивните резервоари е увеличена и др.
Въоръжението включва: една вградена синхронизирана с двигателя 7.92 mm PWU-FK wz.36G картечница за стрелба от пилота и една 7.92 mm PWU-FK wz.36R турелна картечница при наблюдателя за отбрана на задната полусфера. Под долното крило са монтирани четири бомбодържателя за окачване на бомби с тегло до 25 kg. Самолетите имат радиостанция и фотооборудване.

## Кратко техническо описание
КБ-5 „Чучулига ІІІ“ представлява двуместен биплан, предназначен да бъде използван като армейски дивизионен самолет – тоест: лек щурмови, разузнавателен и свързочен самолет.
Двигателят е Walter Pollux II, 9-цилиндров, звездообразен с въздушно охлаждане, закрит с обтекател „Тауненд“; витлото е двулопатно.
Конструкцията е смесена – тялото и опашните плоскости са с метална конструкция, крилата са дървени. Самите крила са двунадлъжникови и всяко се състои от две полукрила, като горните се крепят към центроплан, а долните са прикрепени към тялото; помежду си са свързани с N-образни стойки и стоманени въжета.
Обшивката им също е смесена – от шперплат и импрегниран плат. Смесена е и обшивката на тялото – тя е от дуралуминиева ламарина, с изключение на зоната на коремната част от долното крило до опашката, където е платнена.
Колесникът е триопорен, със самоориентиращ се бекил (подпора) вместо опашно колело. Основните му стойки са независими една от друга и са прикрепени към тялото; има балонни гуми с голям диаметър и маслено-въздушни амортисьори.

## Експлоатация
Самолетите КБ-5 „Чучулига ІІІ“ са активно експлоатирани както от Въздушните на Н. В. войски, така и от ВВС на НРБ. Част от тях са използвани и срещу бившите германски съюзници през Втората световна война. След 1944 г. са използвани като учебно-тренировъчни самолети. Изведени са от въоръжение в средата на 1950-те години.